# Jean Rannou
Jean Rannou, né le 1er juillet 1942 à Elliant (Finistère), est un officier général français, qui fut notamment chef d'état-major de l'Armée de l'air, de 1995 à 2000.

## Biographie
Jean Rannou est diplômé de l'École de l'air en 1963 et breveté pilote de chasse en 1966.
Commandant le 3/11 de la BA 136 de Toul-Rosières en 1972-73. 
Il commande la Base Aérienne 132 de Colmar-Meyenheim de 1986 à 1988.
Il est membre correspondant de l'Académie de l'air et de l'espace (2002).

## Distinctions
- Grand officier de la Légion d'honneur
- Grand Croix de l'Ordre National du Mérite